# Дієго Лайнес Лейва
Дієго Лайнес Лейва (ісп. Diego Lainez Leyva, нар. 9 червня 2000, Вільяермоса) — мексиканський футболіст, нападник клубу «Реал Бетіс» та національної збірної Мексики. На правах оренди грає за «Брагу».

## Клубна кар'єра
Народився 9 червня 2000 року в місті Вільяермоса. Вихованець футбольної школи столичного клубу «Америка». 2 березня 2017 року в матчі Кубка Мексики проти «Сантос Лагуна» Дієго дебютував за основний склад у віці 16 років, замінивши у другому таймі Герсона Торреса. 5 березня у матчі проти «Леона» він дебютував у мексиканській Прімері, замінивши у другому таймі Хосе Герреро. 5 серпня 2018 року в поєдинку проти «Пачуки» Дієго зробив «дубль», забивши свої перші голи за «Америку». Всього за два з половиною роки у рідній команді взявши участь у 39 матчах чемпіонату і 2018 року виграв з командою чемпіонат.
На початку 2019 року Лайнес перейшов в іспанський «Реал Бетіс», підписавши контракт на 5 років. Сума трансферу склала 14 млн євро. Станом на 25 травня 2019 року відіграв за клуб з Севільї 12 матчів в національному чемпіонаті.

## Виступи за збірні
2016 року дебютував у складі юнацької збірної Мексики, взяв участь у 6 іграх на юнацькому рівні, відзначившись 2 забитими голами. У 2017 році взяв участь в юнацькому чемпіонаті світу в Індії. На турнірі він зіграв у всіх чотирьох матчах своєї команди і у поєдинку проти англійців (2:3) зробив «дубль».
2018 року залучався до складу молодіжної збірної Мексики. На молодіжному рівні зіграв у 7 офіційних матчах, забив 1 гол. У 2018 році в складі команди до 20 років взяв участь у Молодіжному кубку КОНКАКАФ, де його команда стала фіналістом турніру і отримала права поїхати на молодіжний чемпіонат світу 2019 року, куди Лейва теж відправився.
8 вересня 2018 року в товариському матчі проти збірної Уругваю Лаинес дебютував у складі національної збірної Мексики, замінивши у другому таймі Еліаса Ернандеса.

## Титули і досягнення
- Чемпіон Мексики (1):

«Америка»: Апертура 2018
- Володар кубка Іспанії (1):

«Реал Бетіс»: 2021-22
- Бронзовий олімпійський призер: 2020

| Дата      | Місто        | Господарі | Результат | Гості    | Турнір           | Голи | Примітки |
| --------- | ------------ | --------- | --------- | -------- | ---------------- | ---- | -------- |
| 7-9-2018  | Лос-Анджелес | Мексика   | 1 – 4     | Уругвай  | товариський матч | -    | 66'      |
| 12-9-2018 | Нашвілл      | США       | 1 – 0     | Мексика  | товариський матч | -    | 75'      |
| 23-3-2019 | Сан-Дієго    | Мексика   | 3 – 1     | Чилі     | товариський матч | -    | 82'      |
| 27-3-2019 | Санта-Клара  | Мексика   | 4 – 2     | Парагвай | товариський матч | -    | 46'      |
| Усього    |              | Матчів    | 4         |          | Голів            | 0    |          |